# Feel Good Time
«Feel Good Time» (рус. Оттянись по полной) — это песня Pink при участии Уильяма Орбита. Она была на саундтреке к фильму 2003 года Ангелы Чарли 2: Только вперед  и была позже включена в неамериканские версии третьего альбома Pink Try This. Она достигла пика на 60 строке в американском Billboard Hot 100 и на 3 строке в UK singles chart. Семплы «Feel Good Time» «Fresh-Garbage» группы Spirit с их альбома 1968 года Spirit.
Песня изначально была написана и записана Беком и Уильямом Орбитом с намерением сделать её треком Бека, но после того, как Пинк захотела перепеть песню, Бек подарил ей песню. Вокал Бека и гитара была удалены и заменены вокалом Пинк. Оригинальная версия Бека была сыграна на радиошоу Орбита и с тех пор никогда официально не выпускалась, её можно найти в программе обмена файлами.

## Список композиций
1. «Feel Good Time» (ВерсияСингла) — 3:42
2. «Feel Good Time» (D-Bop’s Full Throttle Mix) — 7:58
3. «Feel Good Time» (Boris & Beck’s Massive Vocal) — 8:05

## Награды
«Feel Good Time» была номинирована на премию Грэмми в категории «Лучшее совместное вокальное поп-исполнение».

## Charts
| Чарт (2003)                              | Наивысшая позиция |
| ---------------------------------------- | ----------------- |
| Australian ARIA Singles Chart            | 7                 |
| Australian Airplay Chart                 | 2                 |
| Austrian Singles Top 75                  | 9                 |
| Danish Top 20 Singles                    | 14                |
| Dutch Top 40                             | 13                |
| Finnish Top 20 Singles                   | 12                |
| French Top 100 Singles                   | 74                |
| Germany Top 100                          | 16                |
| Italy Top 100 Singles                    | 18                |
| Norwegian Top 20 Singles                 | 6                 |
| Swiss Singles Top 100                    | 12                |
| UK Singles Top 75                        | 3                 |
| U.S. Billboard Hot 100                   | 60                |
| U.S. Billboard Hot Dance Music/Club Play | 8                 |
| U.S. Billboard Top 40 Mainstream         | 15                |
| U.S. Billboard Top 40 Tracks             | 23                |
| U.S. Billboard Adult Top 40              | 31                |

## Сертификации
| Страна        | Сертификация | Продажи   |
| ------------- | ------------ | --------- |
| По всему миру |              | 1,600,000 |